# Jamaicaanse hagediskoekoek
De Jamaicaanse hagediskoekoek (Coccyzus vetula) is een vogel uit de familie van de koekoeken. De wetenschappelijke naam van de soort werd in 1758 als Cuculus vetula gepubliceerd door Carl Linnaeus. De naam 'vetula' is Latijn voor 'oud wijf'. Linnaeus voegt eraan toe dat hun luide roep voorafgaat aan regen.

## Verspreiding en leefgebied
Deze soort is endemisch in Jamaica.